# Moulin-Neuf (Dordogna)
Moulin-Neuf è un comune francese di 881 abitanti situato nel dipartimento della Dordogna nella regione della Nuova Aquitania.

## Società

### Evoluzione demografica
Abitanti censiti